# Annemiek Derckx
Anna Maria Josephine Derckx, más conocida como Annemiek Derckx (Beegden, 12 de abril de 1954) es una deportista neerlandesa que compitió en piragüismo en la modalidad de aguas tranquilas.
Participó en los Juegos Olímpicos de Los Ángeles 1984 y Seúl 1988, obteniendo dos medallas de bronce en los dos Juegos Olímpicos que disputó. Ganó dos medallas en el Campeonato Mundial de Piragüismo en los años 1985 y 1987.

## Palmarés internacional
| Juegos Olímpicos   | Juegos Olímpicos             | Juegos Olímpicos  | Juegos Olímpicos |
| Año                | Lugar                        | Medalla           | Evento           |
| ------------------ | ---------------------------- | ----------------- | ---------------- |
| 1984               | Los Ángeles (Estados Unidos) | Medalla de bronce | K1 500 m         |
| 1988               | Seúl (Corea del Sur)         | Medalla de bronce | K2 500 m         |
| Campeonato Mundial |                              |                   |                  |
| Año                | Lugar                        | Medalla           | Evento           |
| 1985               | Malinas (Bélgica)            | Medalla de bronce | K2 500 m         |
| 1987               | Duisburgo (RFA)              | Medalla de plata  | K2 500 m         |